# ミスティ・トワイライト
「ミスティ・トワイライト」（Misty Twilight）は、1981年8月21日に発売された麻倉未稀のデビュー・シングル。発売元はキングレコード/CRYSTAL BIRD。

## 概要
表題曲「ミスティ・トワイライト」はボサノヴァ調のアレンジが施された楽曲で、アパレル・宝飾品会社オンワード樫山のレディースファッション ″ジェーン・モア″ のCMソングとして使用された。
後年麻倉は、特に印象に残る自身の曲にこの曲を挙げており、「今も変わらず歌える曲で、デビュー曲には恵まれていたと思います」と振り返っている。
麻倉本人が作詞を手掛けたB面曲「グッドバイ・シー・ユー・アゲイン」はアルバム未収録となっている（2023年7月現在）。
1988年5月21日には、カップリング曲を「What a feeling～フラッシュダンス」に差し替えたシングルCDが発売された。

### カバー
伊東ゆかりが2014年11月19日発売のアルバム『MEMORIES OF ME 2 -A TASTE OF BOSSA-』の中で「ミスティ・トワイライト」をカバーしている。

## 収録曲
1. ミスティ・トワイライト
作詞: 竜真知子 / 作曲・編曲: 大野雄二
2. グッドバイ・シー・ユー・アゲイン
作詞: 麻倉未稀 / 作曲・編曲: 高瀬政彦

### 再発盤8cmCD
1. ミスティ・トワイライト
作詞: 竜真知子 / 作曲・編曲: 大野雄二
2. What a feeling～フラッシュダンス
作詞: キース・フォーシー（英語版）, アイリーン・キャラ / 作曲：ジョルジオ・モロダー / 訳詞: 麻倉未稀 / 編曲: 清水信之